# Wertheim (warenhuis)
Wertheim was een Duitse warenhuisketen met zijn oorsprong in Stralsund. Aan het begin van de 20e eeuw had Wertheim het grootste warenhuis van Europa in Berlijn. De laatste warenhuizen met de naam Wertheim verdwenen in 2009.

## Geschiedenis

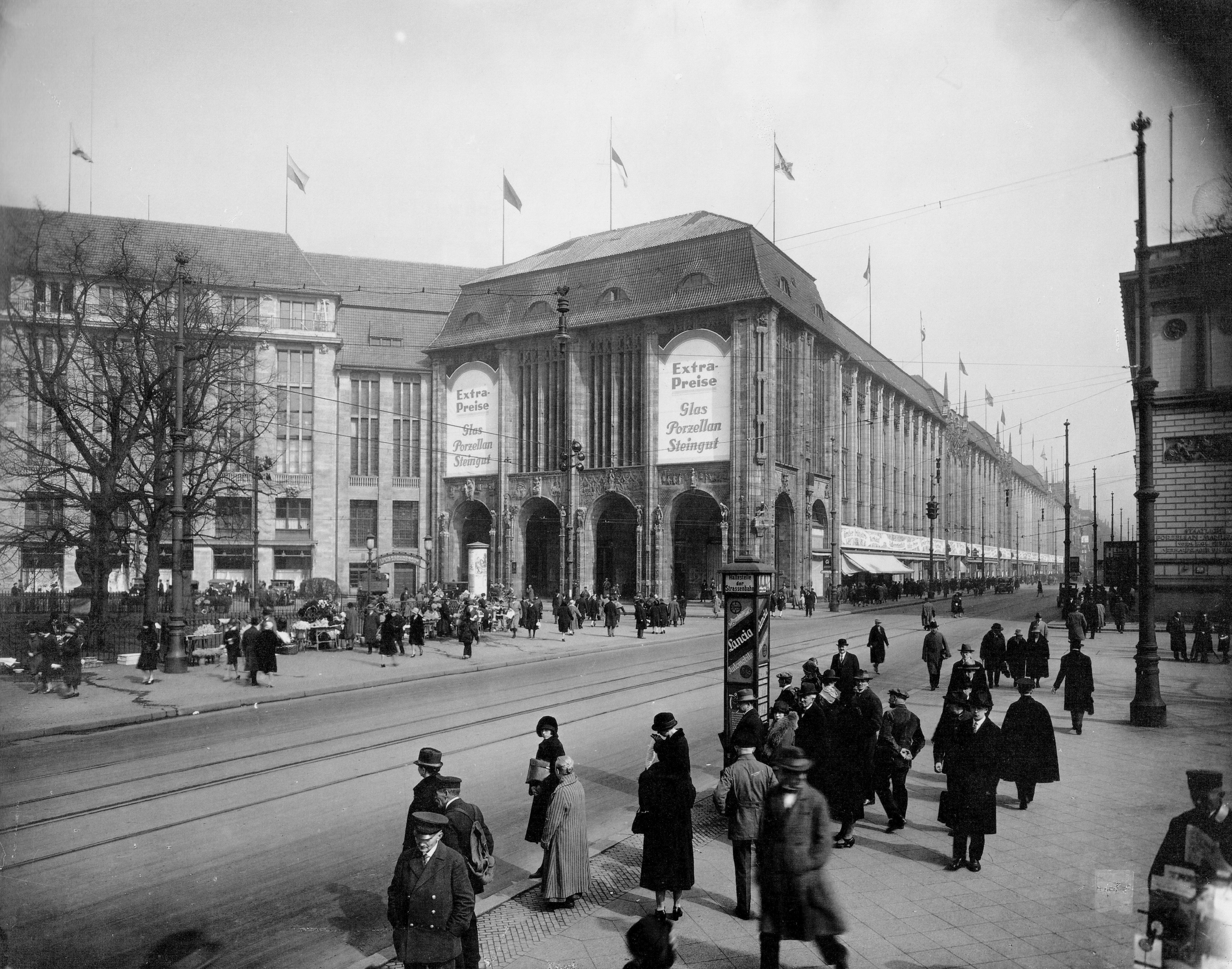
Warenhuis Wertheim aan de Leipziger Platz in Berlijn (1920)

Wertheim werd in 1852 opgericht door de broers Abraham en Theodor Wertheim. Het eerste warenhuis werd in 1875 geopend door Abraham en Ida Wertheim in Stralsund. Hun zonen Georg en Hugo werden in 1876 actief in het bedrijf en droegen bij aan de ontwikkeling van een moderne warenhuisketen door de ervaringen uit hun praktijkopleiding naar Berlijn mee te nemen. In 1884 werd een vestiging geopend in Rostock en in 1885 in Berlijn. In Berlijn werden meerdere warenhuizen geopend waaronder het grootste warenhuis van Europa aan de Leipziger Platz.
In 1937 werd de familie Wertheim gedwongen het bedrijf af te staan aan de nazi's als onderdeel van de Arisering van Joodse bedrijven. De nieuwe naam was Awag. Tijdens de Tweede Wereldoorlog werden het klassieke Wertheim-warenhuis aan de Leipziger Strasse in Berlijn en de andere warenhuizen in Oost-Duitsland verwoest en gingen verloren.
Na de oorlog hervatte de familie in 1952 haar activiteiten in Berlijn met nieuwe warenhuizen. In de jaren 1980 werd Wertheim overgenomen door de warenhuisketen Hertie, die in 1994 op haar beurt weer werd overgenomen door Karstadt. De naam Wertheim werd gevoerd tot 2009, waarna de warenhuizen werden hernoemd tot Karstadt.
In 2007 kregen de erfgenamen van de familie Wertheim een schadevergoeding van 88 miljoen euro van de Karstadt-groep vanwege de onteigening.

## Filialen
Wertheim had warenhuizen in verschillende Duitse steden. Het laatste warenhusi dat opereerde onder de naam Wertheim was het filiaal aan de Schlossstrasse in Berlijn. Voormalige warenhuizen:
- Stralsund: In 1875 werd de eerste winkel geopend, die in 1903/1904 werd vervangen door een nieuwbouw. In 1927-1928 werd de winkel uitgebreid. In 1948 werd het warenhuis onteigend en verder gevoerd onder de naam HO-Warenhaus Konsument.
- Rostock: In 1884 werd de eerste winkel geopend aan de Kröpeliner Straße 28 (later nr 10 en vanaf 1898 nr 34. In 1903 werd een nieuwbouwpand van het warenhuis geopend in de Kröpeliner Straße 34-35, dat in 1937 werd omgedoopt tot AWAG (Allgemeine Warenhandelsgesellschaft mbH;
- Berlijn, Spandauer Vorstadt, Rosenthaler Straße 27–31 (geopend in 1885 als eerste modehuis en werd in 1903-1905 herbouwd en geopend als warenhuis)
- Berlijn, Luisenstadt, Oranienstraße 53–54 (geopend in 1894 en gesloten in 1913)
- Berlijn, Spandauer Vorstadt, Friedrichstraße 110–112 en Oranienburger Straße 54–56a (geopend in 1909 en gesloten in 1914, oorspronkelijk was dit het Passage-Kaufhaus)
- Berlijn, Friedrichstadt, Leipziger Straße (geopend in 1897 en gesloten in 1944)
- Berlijn, Columbushaus am Potsdamer Platz (geopend in 1945 en gesloten in 1948)
- Berlijn, Luisenstadt, Prinzenstraße 35–38 / Moritzplatz / Oranienstraße 149–154 (nieuwbouw, geopend in 1913 en gesloten in 1945)
- Berlijn-Mitte, Königstraße 31/32 (nieuwbouw, geopend in 1911 en gesloten in 1938)
- Berlijn-Steglitz, Schloßstraße (van 1952 tot 2009)
- Berlijn-Charlottenburg, Kurfürstendamm (nieuwbouw, geopend in 1971 en in 2008 omgedoopt tot Karstadt)
- Bochum, Bongardstraße / Hans-Böckler-Straße (van 1958 tot1986)
- Breslau, Schweidnitzer Straße (nieuwbouw, geopend in 1930 en gesloten in 1944)
- Essen, Kettwiger Straße (nieuwbouw, geopend in 1964 en gesloten in 1986)
- Essen-Steele (nieuwbouw, geopend in 1972 en gesloten in 1979)
- Hannover, Kröpcke-Center (nieuwbouw, geopend op 2 september 1975 en gesloten op 11 maart 1981[1])
- Hannover, Raschplatz (nieuwbouw, geopend 23 september 1976[2], gesloten op 30 juni 1979)[1]
- Kaiserslautern, Stiftsplatz (nieuwbouw, geopend begin jaren 1960[3] en gesloten in 1986)[4]